# Bear 100 Mile Endurance Run
La Bear 100 Mile Endurance Run, ou Bear 100, est un ultra-trail organisé chaque année aux États-Unis. Il se dispute en septembre sur un parcours long de 100 miles entre Logan, dans le comté de Cache, en Utah, et Fish Haven, dans le comté de Bear Lake, en Idaho. La première édition a eu lieu en 1999.

## Palmarès
| Édition | Date              | Hommes | Hommes                      | Hommes           | Femmes | Femmes                        | Femmes           |
| ------- | ----------------- | ------ | --------------------------- | ---------------- | ------ | ----------------------------- | ---------------- |
|         |                   | Rang   | Athlète                     | Temps            | Rang   | Athlète                       | Temps            |
| 1re     | 24 septembre 1999 | 1er    | Hal Koerner                 | 25 h 04 min 04 s | 7e     | Mary Workman                  | 31 h 30 min 29 s |
| 2e      | 29 septembre 2000 | 1er    | Hal Koerner — 2e victoire   | 23 h 29 min 00 s | 3e     | Betsy Kalmeyer                | 25 h 47 min 00 s |
| 3e      | 28 septembre 2001 | 1er    | Hal Koerner — 3e victoire   | 21 h 49 min 26 s | 3e     | Ruth Zollinger                | 23 h 56 min 51 s |
| 4e      | 27 septembre 2002 | 1er    | Hal Koerner — 4e victoire   | 21 h 00 min 17 s | 14e    | Mary Workman — 2e victoire    | 29 h 40 min 50 s |
| 5e      | 26 septembre 2003 | 1er    | Hal Koerner — 5e victoire   | 19 h 51 min 11 s | 7e     | Betsy Nye                     | 25 h 50 min 56 s |
| 6e      | 24 septembre 2004 | 1er    | Larry O'Neil                | 22 h 00 min 13 s | 4e     | Betsy Kalmeyer — 2e victoire  | 24 h 53 min 26 s |
| 7e      | 23 septembre 2005 | 1er    | Karl Meltzer                | 20 h 01 min 35 s | 8e     | Kimberly Holak                | 28 h 51 min 25 s |
| 8e      | 22 septembre 2006 | 1er    | Karl Meltzer — 2e victoire  | 20 h 35 min 00 s | 7e     | Milada Copeland               | 28 h 41 min 58 s |
| 9e      | 28 septembre 2007 | 1er    | Karl Meltzer — 3e victoire  | 18 h 50 min 45 s | 19e    | Milada Copeland — 2e victoire | 27 h 53 min 00 s |
| 10e     | 26 septembre 2008 | 1er    | Ty Draney                   | 19 h 59 min 07 s | 8e     | Kim Gimenez                   | 26 h 16 min 45 s |
| 11e     | 25 septembre 2009 | 1er    | Geoff Roes                  | 18 h 43 min 37 s | 16e    | Katherine Dowson              | 27 h 04 min 59 s |
| 12e     | 24 septembre 2010 | 1er    | Mike Foote                  | 18 h 34 min 09 s | 14e    | Rhonda Claridge               | 23 h 37 min 48 s |
| 13e     | 23 septembre 2011 | 1er    | Nick Pedatella              | 20 h 55 min 00 s | 6e     | Nikki Kimball                 | 22 h 19 min 00 s |
| 14e     | 28 septembre 2012 | 1er    | Christopher Kollar          | 17 h 50 min 15 s | 7e     | Darcy Piceu Africa            | 22 h 10 min 58 s |
| 15e     | 27 septembre 2013 | 1er    | Jeremy Humphrey             | 17 h 56 min 03 s | 4e     | Bethany Lewis                 | 21 h 15 min 00 s |
| 16e     | 26 septembre 2014 | 1er    | Brian Peterson              | 18 h 59 min 24 s | 6e     | Anna Frost                    | 20 h 59 min 24 s |
| 17e     | 25 septembre 2015 | 1er    | Mick Jurynec                | 19 h 01 min 07 s | 9e     | Angela Shartel                | 22 h 34 min 12 s |
| 18e     | 23 septembre 2016 | 1er    | Mick Jurynec — 2e victoire  | 19 h 33 min 30 s | 5e     | Kaci Lickteig                 | 20 h 27 min 57 s |
| 19e     | 29 septembre 2017 | 1er    | Jeff Browning               | 18 h 28 min 48 s | 26e    | Hannah Green                  | 24 h 22 min 17 s |
| 20e     | 28 septembre 2018 | 1er    | Tyler Fox                   | 19 h 53 min 10 s | 3e     | Kaytlyn Gerbin                | 20 h 45 min 48 s |
| 21e     | 27 septembre 2019 | 1er    | Jeff Browning — 2e victoire | 19 h 06 min 00 s | 17e    | Katie Asmuth                  | 23 h 23 min 31 s |
| 22e     | 25 septembre 2020 | 1er    | Jimmy Elam                  | 18 h 38 min 52 s | 11e    | Ashley Paulson                | 22 h 42 min 37 s |
| 23e     | 24 septembre 2021 | 1er    | Adam Loomis                 | 18 h 45 min 57 s | 5e     | Rebecca Windell               | 21 h 45 min 00 s |